# Oracoli tibetani
Gli oracoli tibetani, detti anche oracoli viventi (sku rten-pa in tibetano), sono speciali entità spirituali del popolo tibetano, riconosciute tuttora dal Buddismo.

## Descrizione
In Tibet, la tradizione dell'oracolo deriva dal Bön, la religione tibetana originaria, e fu adottata per la prima volta in era buddista da Lozang Gyatso, il Quinto Dalai Lama, che fece di Nechung l'oracolo ufficiale di Stato.
Per i tibetani gli oracoli costituiscono un forte collegamento tra il mondo dei mortali e quello divino. In passato la teocrazia tibetana ne contava a centinaia, mentre oggi molti sono scomparsi. I principali si sono tuttavia mantenuti fino ai giorni nostri. Gli oracoli tibetani, i cui medium sono monaci buddisti e sensitivi di grande preparazione, non si limitano a predire il futuro, ma vengono consultati come protettori e guaritori, e si riconosce loro la missione primaria di aiutare la gente a praticare bene il Dharma, l'insegnamento del Buddha Śākyamuni.
Diversamente da come accade per la maggior parte degli sciamani d'Asia, che durante la sacra trance sono soliti uscire dal proprio corpo per migrare verso la terra degli spiriti, da cui al loro ritorno portano messaggi, l'oracolo tibetano è invece posseduto dallo spirito stesso che, attraverso di lui, parla e profetizza quasi senza che il medesimo medium ne abbia coscienza, addirittura rispondendo alle domande che gli vengono poste.
Il più famoso e influente oracolo è Nechung, considerato tramite con Dorje Drakden, una delle divinità protettrici del Dalai Lama, nonché una fra le personificazioni di Pehar.

## I pa-wo
Nel vasto panorama degli oracoli tibetani, è molto diffusa la categoria dei pa-wo, termine di lingua tibetana traducibile come «eroe», e che si riferisce ad una specifica classe di oracoli laici considerati essere gli eredi diretti delle antiche pratiche religiose Bön.
Nonostante l'officio sacro di pa-wo si trasmetta spesso per via ereditaria, esso è tuttavia sempre vincolato ad una esperienza personale di contatto, di cui sono responsabili speciali entità spirituali, tra le quali primeggiano proprio le divinità montane, di cui il pantheon tibetano è ricchissimo. I racconti autobiografici degli stessi pa-wo, o delle nyenjomo, corrispettivo femminile dei pa-wo, sono traboccanti di testimonianze vivide e drammatiche che riguardano proprio il periodo del primo contatto, che normalmente coincide con la pubertà. Una delle esperienze più comuni riguarda i contenuti delle esperienze oniriche del neofita. Rispetto alla norma, in occasione del contatto i sogni risultano infatti essere notevolmente modificati e arricchiti dall'esperienza di incontri con una moltitudine di entità sovrannaturali e con quella di viaggi in singolari contrade del mondo.
Al giovane potranno dunque mostrarsi divinità di aspetto meraviglioso in groppa a possenti cavalli, esseri luminescenti con il capo del colore dorato e argentato, luoghi meravigliosi e animali prodigiosi. Controparte dei sogni è, molto spesso, il prodursi spontaneo di singolari visioni ad occhi aperti, nel corso delle quali spiriti e divinità si mostrano al neofita per istruirlo sull'officio rituale che dovrà assumersi e sul sapere segreto che caratterizza ogni pa-wo.
Queste esperienze, inizialmente saltuarie e discontinue, tendono quasi sempre a regolarizzarsi, producendosi sistematicamente per mesi, talvolta per anni. In altri casi ancora alle visioni si aggiungeranno anche esperienze sonnambuliche, repentine fughe in foresta in una condizione di semicoscienza, improvvisi accessi di follia. Attraverso tutti questi segni le divinità mostrano la loro presenza e indicano esplicitamente il loro volere: quello di guadagnarsi un nuovo portavoce tra gli uomini. Rivendicano prepotentemente il proprio diritto sul giovane neofita che, incapace di offrire resistenza, non può che assecondare la scelta operata nel mondo invisibile.
Al perdurare di tutte queste esperienze è norma, nella cultura tibetana, che il giovane venga condotto da un anziano lama o da un esperto pa-wo. Questi avrà inizialmente il compito di esaminare il giovane, sottoponendolo ad una serie di colloqui e di accertamenti che permettano di identificare con certezza la divinità che è responsabile della chiamata. Nel corso di alcune di queste prove l'anziano officiante potrà inoltre, nel corso di un'appropriata cerimonia, evocare l'entità in questione con lo scopo di premetterle di svelare integralmente la propria identità e di consentire al neofita, attraverso l'induzione della trance, di familiarizzare con essa.
Una volta che l'esame è stato ultimato, il neofita è avviato ad un complesso e duro addestramento necessario per l'apprendimento del corpus di saperi e di pratiche connesse all'esercizio rituale. In questa fase, il giovane imparerà a controllare perfettamente la propria condizione di trance durante l'esecuzione dei rituali e, soprattutto, otterrà gli erudimenti che riguardano i rituali di cura di tipica competenza dei pa-wo. Nella cultura tibetana, infatti, uno degli aspetti principali dell'attività dei pa-wo è costituito proprio dalla prassi terapeutica. Questa riguarderà specifici generi di patologie, legate spesso all'avvelenamento, casi nei quali si ritiene che la presenza divina all'interno del corpo dell'officiante sia una precondizione necessaria per propiziare la guarigione del paziente.
Durante le sessioni propriamente terapeutiche, l'abilità del pa-wo consisterà nell'estrarre la malattia, suggendola direttamente dal corpo del paziente attraverso una cannula posta in corrispondenza della parte malata. Se la terapia ha un posto di tutto riguardo nella prassi rituale dei pa-wo, l'attività propriamente oracolare riveste tuttavia un ruolo fondamentale. Questa, di norma, consiste in consultazioni occasionali da parte di persone che richiedono informazioni dirette e circostanziate: l'esito di un viaggio, notizie di un figlio lontano, informazioni circa un furto di cui si è stati vittima, il decorso di una malattia di cui non si conosce né la causa né, tanto meno, la gravità.
In questi casi il consultante potrà formulare direttamente al pa-wo la domanda per la quale è stato richiesto il suo intervento. La divinità invocata, presente nel corpo dell'officiante durante la fase di possessione, esprimerà la risposta direttamente per bocca dell'officiante. La presenza di un assistente al rito, permetterà talvolta di interpretare e rendere comprensibile il responso divino dell'oracolo, responso formulato spesso in maniera allusiva, metaforica e figurata.
Sia la pratica oracolare che quella terapeutica seguono, nel caso del pa-wo, una tradizione orale che si tramanda pressoché intatta da anziano a neofita. La presenza necessaria delle personalità invisibili, nel rafforzare questa stessa trasmissione, la arricchisce di sempre nuovi dettagli e le infonde costantemente fresca linfa vitale. Linfa vitale di dèi che, ancora oggi, scelgono di discendere nel corpo di un uomo e di parlare per sua bocca. Che scelgono di mostrarsi a chiunque richieda la loro assistenza e il loro sostegno, domandando unicamente di poter scrutare per un istante il proprio destino.

## Filmografia
- In «Piccolo Buddha», Lama Norbu, maestro residente da anni al Monastero di Paro, si rivolge all'oracolo del convento per accertare la reincarnazione di Lama Dorje;
- In «Kundun» , il XIV Dalai Lama ricorre spesso all'Oracolo Nechung per conoscere le sorti del Tibet e, in seguito, una fuga sicura per l'esilio in India;